# Philippe Douste-Blazy
Philippe Douste-Blazy (Lourdes, 1º gennaio 1953) è un medico e politico francese di centro-destra, funzionario delle Nazioni Unite. Nel corso della sua carriera, ha ricoperto il ruolo di sottosegretario generale delle Nazioni Unite, consigliere speciale per il finanziamento innovativo per lo sviluppo presso l'ONU e presidente dell'Unitaid.
In precedenza ha ricoperto la carica di ministro della salute (1993-1995 e 2004-2005), ministro della cultura (1995-1997) e ministro degli esteri nel governo di Dominique de Villepin (2005-2007). È stato sindaco di Lourdes dal 1989 al 2000 e sindaco di Tolosa dal 2001 al 2004.
All'inizio della propria attività politica fu membro del Centro dei Democratici Sociali (CDS), componente cristiano-democratica del partito Unione per la Democrazia Francese (UDF), per poi aderire all'Unione per un Movimento Popolare.
Cardiologo di professione, nel 1988 è diventato professore all'Università delle scienze di Tolosa.

## Primi anni
Nato a Lourdes negli Alti Pirenei, è figlio di Louis Douste-Blazy, professore di medicina, e Geneviève Béguère (1924-2018), ex direttore della Ciergerie Lourdes, Douste-Blazy ha studiato medicina a Tolosa, dove ha avuto il suo primo impiego nel 1976. Ha poi lavorato come cardiologo a Lourdes e Tolosa, in particolare all'ospedale Purpan a partire dal 1986. Si è poi unito alla Società francese di cardiologia. È diventato professore di medicina presso l'Università delle scienze di Tolosa nel 1988. Dal 2016 è anche professore ospite presso la Harvard TH Chan School of Public Health.

## Carriera politica

### Inizi
Membro del Centro dei Democratici Sociali (CDS), componente cristiano-democratica dell'Unione per la Democrazia Francese (UDF), Douste-Blazy entrò in politica nel marzo 1989, venendo eletto sindaco di Lourdes. Fu anche eletto direttore nazionale dell'associazione di ricerca contro l'aumento del colesterolo.

### Europarlamentare (1989-1993)
Nelle elezioni europee del 1989, Douste-Blazy fu eletto membro del Parlamento europeo nel giugno dello stesso anno. Fu di conseguenza anche membro del Partito Popolare Europeo.
Durante il suo periodo in parlamento, Douste-Blazy ha prestato servizio presso la Commissione per l'ambiente, la salute pubblica e la protezione dei consumatori. Oltre ai suoi incarichi in commissione, è stato membro della delegazione del parlamento presso l'Assemblea congiunta per l'accordo tra il Gruppo degli stati dell'Africa, dei Caraibi e del Pacifico (Paesi ACP) e la Comunità economica europea.

### Ministro della salute (1993-1995)
Eletto deputato per il dipartimento degli Alti Pirenei nel marzo 1993, Douste-Blazy è stato nominato ministro delegato (sottosegretario) presso il Ministero della salute nel governo di Edouard Balladur.
Nel maggio 1994, nella sua veste di ministro, Douste-Blazy visitò il Ruanda e i campi profughi nella vicina Tanzania, assistendo alle conseguenze del genocidio di massa dei Tutsi da parte dei membri del governo a maggioranza Hutu del Ruanda. Durante il suo mandato, la Francia approvò una legge che proibiva la gravidanza postmenopausale, che Douste-Blazy definì "...immorale e pericolosa per la salute della madre e del bambino".
Douste-Blazy rimase al ministero fino alle elezioni presidenziali del 1995. Nel marzo 1994, fu eletto al Consiglio generale degli Alti Pirenei. Divenne segretario generale del CDS a dicembre e portavoce del governo un mese dopo.

### Ministro della cultura (1995-1997)
Nel maggio 1995, dopo l'elezione di Jacques Chirac a Presidente della Francia, candidatura da lui sostenuta, Douste-Blazy fu nominato ministro della cultura. A giugno, fu anche rieletto sindaco di Lourdes, poi, cinque mesi dopo, venne eletto segretario generale di Forza Democratica, il partito che aveva sostituito il CDS.
Nel giugno 1997, la schiacciante sconfitta della maggioranza presidenziale durante le elezioni legislative gli fece perdere la carica di ministro della cultura, ma rimase deputato degli Alti Pirenei e divenne presidente del gruppo parlamentare UDF presso l'Assemblea nazionale francese. Durante la campagna elettorale fu gravemente ferito da un uomo mentalmente instabile che lo pugnalò alla schiena a Lourdes. Si scoprì che l'aggressore del ministro era un rifugiato albanese che aveva già tentato di aggredire il signor Douste-Blazy nel 1992.
A capo del gruppo parlamentare centrista, si è spesso opposto al leader del partito UDF François Bayrou. Infatti, mentre quest'ultimo sosteneva l'emancipazione dell'UDF dai suoi alleati gollisti, Douste-Blazy proponeva l'unione dei partiti di destra attorno al presidente Chirac.

### Ministro della salute (2004-2005)
Dopo il crollo elettorale dell'UMP alle elezioni regionali del 2004, Douste-Blazy lasciò la sua funzione a Tolosa e tornò al Ministero della salute. Il suo predecessore Jean-François Mattéi fu screditato a causa della sua risposta all'ondata di caldo dell'estate 2003. Fu l'istigatore di una nuova riforma delle assicurazioni mediche.